# Polystichum wrightii
Polystichum wrightii är en träjonväxtart som först beskrevs av Bak., och fick sitt nu gällande namn av C. Chr. apud Maxon. Polystichum wrightii ingår i släktet Polystichum och familjen Dryopteridaceae. Inga underarter finns listade.